# Bruno Martínez Sacedo
Bruno Martínez Sacedo Sch. P. (Moscardón, Teruel, España, 9 de noviembre de 1907 † León, Nicaragua, 29 de diciembre de 1972) fue un escolapio turolense que ejerció su labor en Nicaragua, dedicado a la educación. Murió en León a causa de las heridas sufridas en el terremoto de Managua de 1972.

## Biografía
Nació en el municipio turolense de Moscardón, en Aragón, España el 9 de noviembre de 1907; hijo de don Gabriel Martínez y doña Teresa Sacedo. Vivió una niñez sencilla y austera, su educación cristiana. Siendo joven ingresó al Seminario Menor escolapio en Godeletta; fue director del colegio escolapio en Gandía. Celebró su primera Eucaristía el 25 de septiembre de 1932.

Desde sus primeros tiempos en la Escuela Pía demostró gran capacidad y entrega para la enseñanza y el aprendizaje, esmero en la preparación de sus clases, entusiasmo desbordante y elocuencia en sus discursos docentes, ardiente compenetración del espíritu calasancio, vibrante y convincente por el testimonio intachable de su vida sacerdotal.

## Labor social y religiosa
Llegó a la ciudad de Managua el 9 de septiembre de 1952. Fundó escuelas para niños y familias de escasos recursos esconómicos. Fue catequista en las comarcas cercanas al Lago Xolotlán; construyó capillas para el culto eucarístico.
El 1962 el Padre Bruno dio apertura a un preseminario en Costa Rica con tres aspirantes nicaragüenses. En 1964 comenzó la construcción de los primeros pabellones del seminario de la Vice-provincia de Colombia.

## Muerte y proceso de beatificación
Murió en un hospital de León el 29 de diciembre de 1972 a causa de las heridas causadas por el terremoto de Managua del 23 de diciembre del mismo año, que derribó el Colegio Calasanz en el cual residía y que se ubicaba en el barrio San Sebastián. En su lecho de muerte según las crónicas, oficio una Eucaristía mentalmente en recuerdo de un exalumno que había fallecido años antes.
 En 1994 la causa de beatificación fue trasladada a la diócesis de Valencia por Monseñor Miguel Obando y Bravo, según el líder religioso "por la inestable situación política" por la que pasaba el país y por la intíma relación del Siervo de Dios con la diócesis de Valencia. El proceso diocesano de beatificación fue clausurado el 3 de noviembre de 2001.